# 매거진 (밴드)
매거진(Magazine)은 영국의 록 밴드이다.